# Mitsuko Mito
Mitsuko Mito (水戸 光子, Mito Mitsuko), née le 23 mars 1919 et morte le 5 avril 1981, est une actrice japonaise. Son vrai nom est Mitsuko Sekiba (関場 ミツ子, Sekiba Mitsuko).

## Biographie
Mitsuko Mito entre à la Shōchiku en 1934 et apparaît pour la première fois sur les écrans dans L'Épanouissement du printemps de Hiroshi Shimizu l'année suivante. Elle se fait connaître dans le rôle de l’infirmière Gin Ishiwata dans Courant chaud de Kōzaburō Yoshimura. En 1948, Mitsuko Mito quitte la Shōchiku pour la Daiei et tourne notamment dans Ōshō, le joueur d'échecs (1948) de Daisuke Itō, Les Contes de la lune vague après la pluie (1953) de Kenji Mizoguchi et Une auberge à Osaka (1954) de Heinosuke Gosho.
Mitsuko Mito a tourné dans près de 175 films entre 1935 et 1973.

## Filmographie partielle

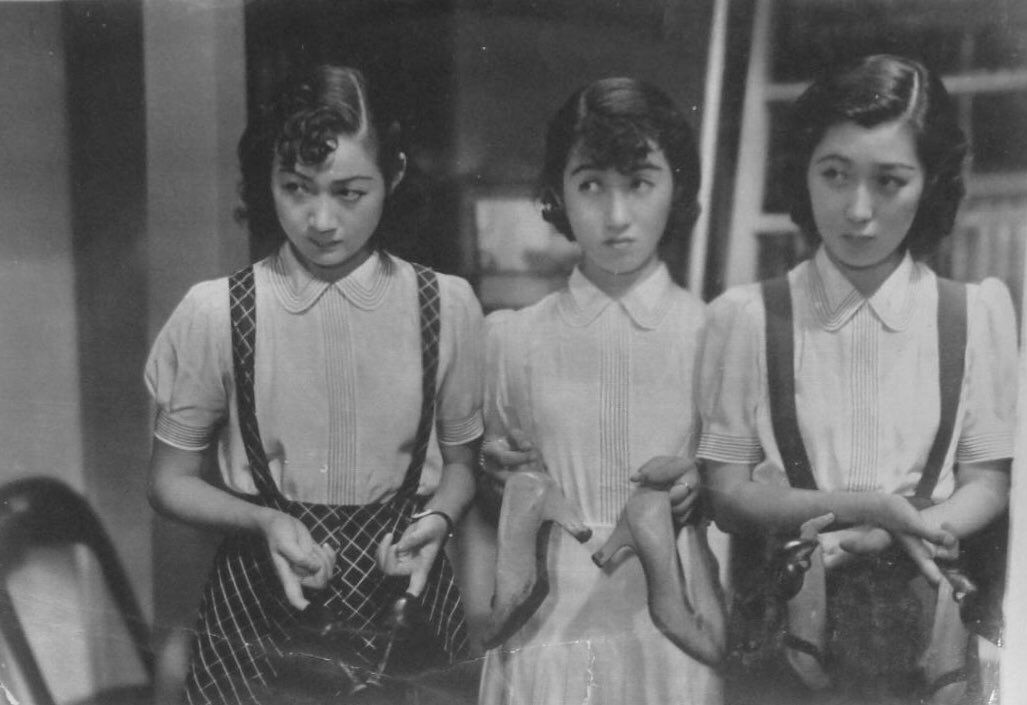
Michiko Kuwano, Mitsuko Miura et Mitsuko Mito dans Kuroshio (1939).

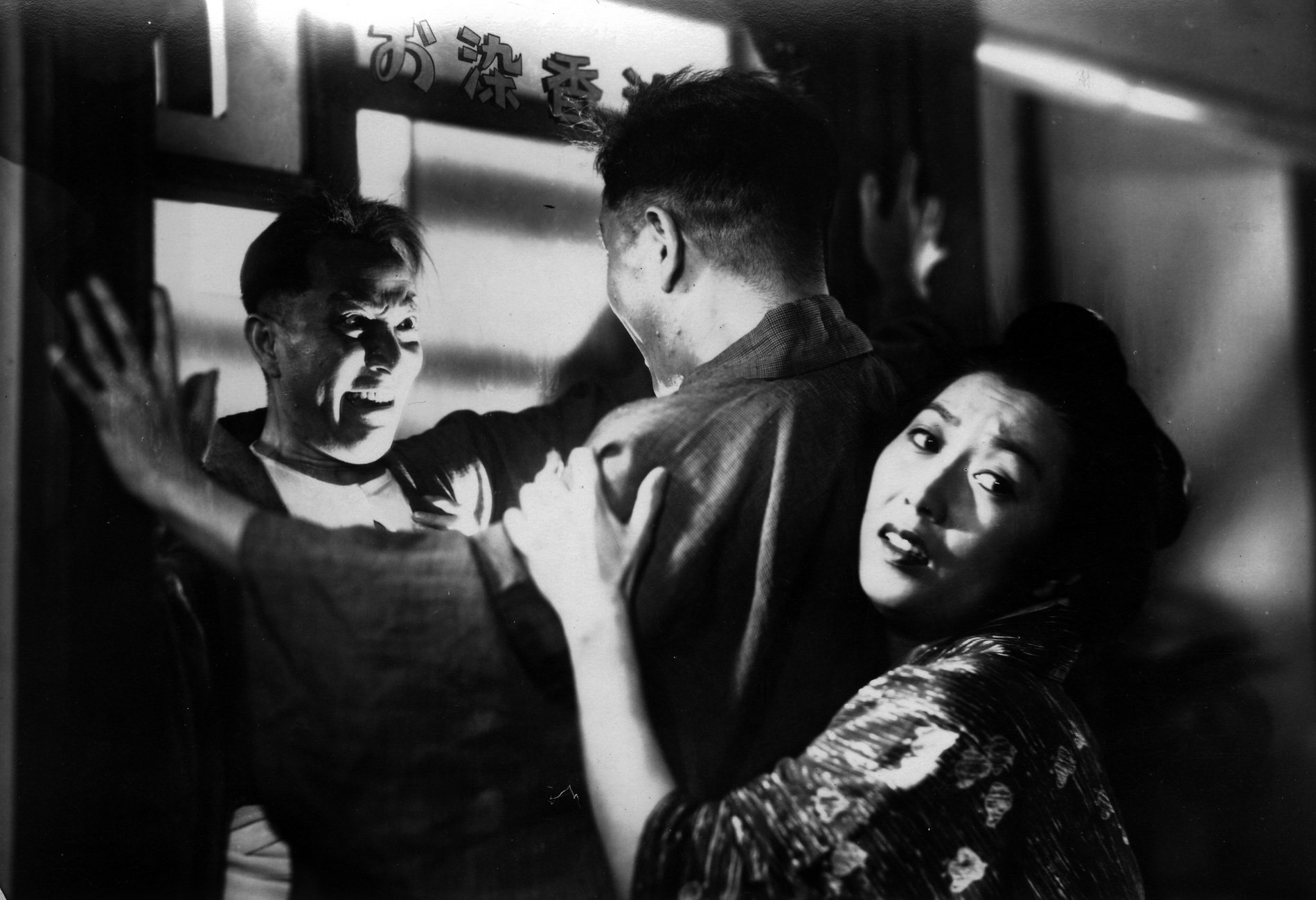
Tsumasaburō Bandō et Mitsuko Mito dans Ōshō, le joueur d'échecs (1948).

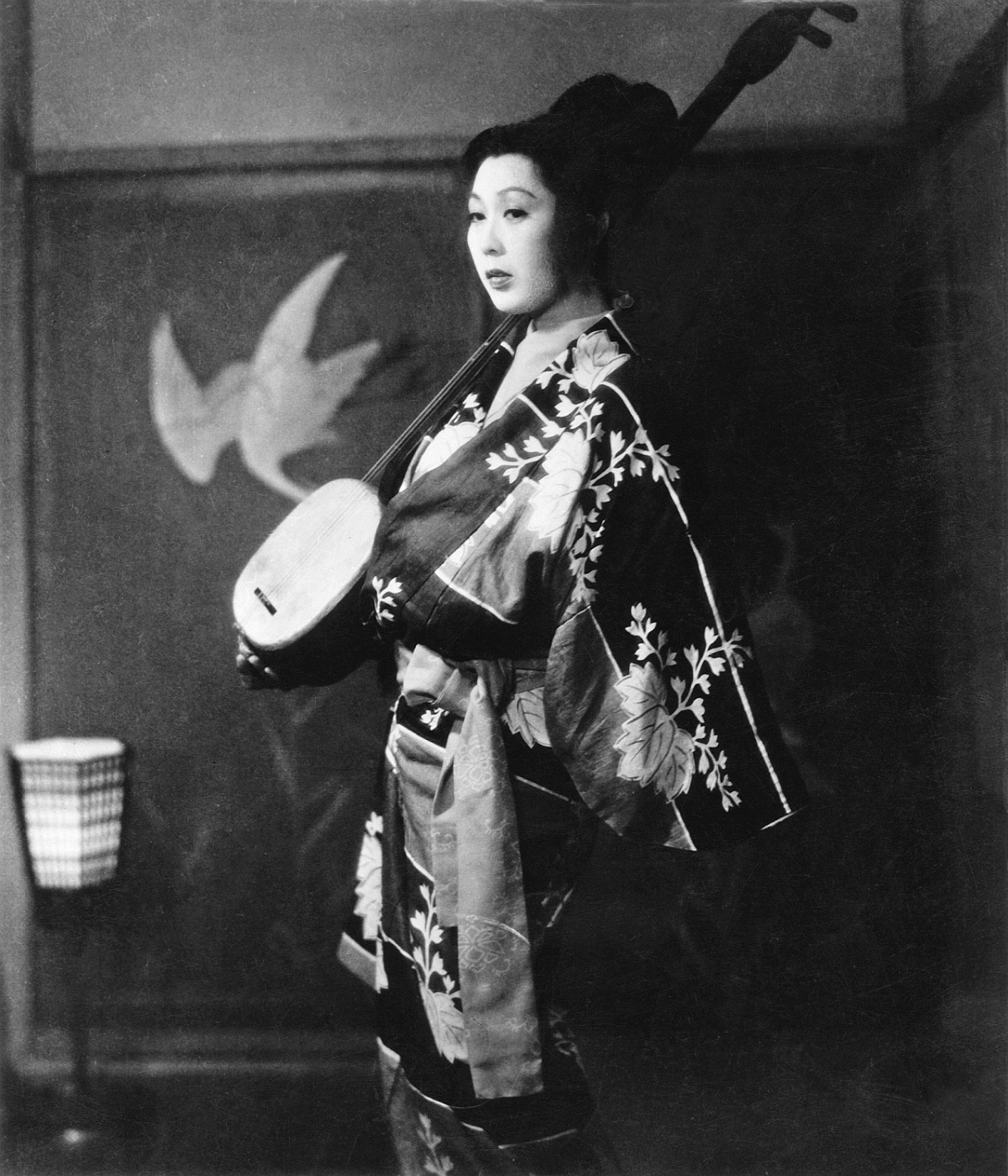
Mitsuko Mito dans Les Contes de la lune vague après la pluie (1953).

- 1935 : L'Épanouissement du printemps (若旦那 春爛漫, Wakadanna haruranman?) de Hiroshi Shimizu : une étudiante
- 1936 : Monsieur Merci (有りがたうさん, Arigatō-san?) de Hiroshi Shimizu : une artiste itinérante
- 1936 : Comparaison de belles-filles (花嫁くらべ, Hanayome kurabe?) de Yasujirō Shimazu : Emako
- 1937 : Madame n'en saura rien (奥様に知らすべからず, Okusama ni shirasu bekarazu?) de Minoru Shibuya
- 1937 : Oublier même l'amour (恋も忘れて, Koi mo wasurete?) de Hiroshi Shimizu : femme à l'hôtel
- 1937 : Le Joueur d'élite (花形選手, Hanagata senshu?) de Hiroshi Shimizu : randonneuse
- 1938 : La Mère et l'Enfant (母と子, Haha to ko?) de Minoru Shibuya : Shigeko
- 1938 : Katsura, l'arbre de l'amour (愛染かつら, Aizen katsura?) de Hiromasa Nomura : Katsuko Kimura
- 1939 : Zoku aizen katsura (続愛染かつら?) de Hiromasa Nomura : Katsuko Kimura
- 1939 : Aizen katsura: Kanketsu-hen (愛染かつら 完結篇?) de Hiromasa Nomura : Katsuko Kimura
- 1939 : Vent du sud (南風, Minamikaze?) de Minoru Shibuya : Keiko Kita
- 1939 : Kuroshio (黒潮?) de Kenkichi Hara
- 1939 : Les fruits du mûrier sont écarlates (桑の実は紅い, Kuwa no mi wa akai?) de Hiroshi Shimizu
- 1939 : Courant chaud (暖流, Danryū?) de Kōzaburō Yoshimura : Gin Ishiwata
- 1940 : Kinuyo no hatsukoi (絹代の初恋?) de Hiromasa Nomura : Onobu
- 1940 : Utsukushiki rinjin (美しき隣人?) de Hideo Ōba : Kuniko[4]
- 1942 : Il était un père (父ありき, Chichi ariki?) de Yasujirō Ozu : Fumi
- 1942 : L'Espion n'est pas encore mort (間諜未だ死せず, Kanchō imada shisezu?) de Kōzaburō Yoshimura
- 1943 : Le Port fleuri (花咲く港, Hana saku minato?) de Keisuke Kinoshita : O-haru
- 1944 : La Ville en liesse (歓呼の町, Kanko no machi?) de Keisuke Kinoshita : Takako
- 1948 : Une femme (女, Onna?) de Keisuke Kinoshita : Toshiko
- 1948 : Ōshō, le joueur d'échecs (王将, Ōshō?) de Daisuke Itō : Koharu
- 1949 : Flamme de mon amour (我が恋は燃えぬ, Waga koi wa moenu?) de Kenji Mizoguchi : Chiyo
- 1951 : Le Roman de Genji (源氏物語, Genji monogatori?) de Kōzaburō Yoshimura : Aoi no Ue
- 1951 : Doro ni mamirete (泥にまみれて?) de Seiji Hisamatsu
- 1951 : La Lune brillante et la lanterne tournante (名月走馬燈, Meigetsu somato?) de Teinosuke Kinugasa
- 1952 : Avalanche (雪崩, Nadare?) de Kaneto Shindō : Tokie Kijima
- 1952 : La Légende du grand bouddha (修羅城秘聞 双竜の巻, Daibutsu kaigen?) de Teinosuke Kinugasa : Sakuyako Tachibana
- 1952 : Par ci, par là (あの手この手, Anote konote?) de Kon Ichikawa
- 1953 : Les Contes de la lune vague après la pluie (雨月物語, Ugetsu monogatori?) de Kenji Mizoguchi : Omaha
- 1953 : Désirs (慾望, Yokubo?) de Kōzaburō Yoshimura : Sakie Kajiwara
- 1954 : La Légende de Musashi (武蔵 宮本, Miyamoto Musashi?) de Hiroshi Inagaki : Oko, la femme de Matahachi
- 1954 : Une auberge à Osaka (大阪の宿, Osaka no yado?) de Heinosuke Gosho : Orika
- 1955 : Duel à Ichijoji (続宮本武蔵 一乗寺の決闘, Zoku Miyamoto Musashi : Ichijōji no kettō?) de Hiroshi Inagaki : Oko
- 1956 : Je t’achèterai (あなた買います, Anata Kaimasu?) de Masaki Kobayashi
- 1958 : La tristesse est aux femmes (悲しみは女だけに, Kanashimi wa onna dakeni?) de Kaneto Shindō : Harue
- 1959 : Le Chant du chariot (荷車の歌, Niguruma no uta?) de Satsuo Yamamoto : Natsuno
- 1959 : Le Mur humain (人間の壁, Ningen no kabe?) de Satsuo Yamamoto
- 1967 : Le Banquet (宴, Utage?) de Heinosuke Gosho
- 1967 : Daraku suru onna (堕落する女?) de Kōzaburō Yoshimura : Makiko
- 1970 : La Guerre et les Hommes I (戦争と人間 第一部 運命の序曲, Senso to nigen?) de Satsuo Yamamoto : Otaki
- 1971 : La Guerre et les Hommes II (戦争と人間 第二部 愛と悲しみの山河, Senso to ningen II: Ai to kanashimino sanga?) de Satsuo Yamamoto : Otaki
- 1973 : La Guerre et les Hommes III (戦争と人間 第三部 完結篇, Senso to ningen III: Kanketsuhen?) de Satsuo Yamamoto : Otaki